# Klein Laasch
Koordinaten: 53° 22′ N, 11° 35′ O
Klein Laasch ist ein Ortsteil der Stadt Neustadt-Glewe im Landkreis Ludwigslust-Parchim in Mecklenburg-Vorpommern.

## Geografie und Verkehrsanbindung
Der Ort liegt etwa 2,5 Kilometer südlich des Neustädter Stadtzentrums und sieben Kilometer nordöstlich von Ludwigslust am Fluss Elde. Von diesem zweigt östlich des Ortes ein als Alte Elde bezeichneter Nebenarm ab. Westlich und südlich der Ortsbebauung grenzt ein Waldgebiet an, etwas außerhalb an der Straße nach Groß Laasch befindet sich eine Schweinemastanlage. Das Gelände innerhalb des Ortes liegt etwa 35 Meter über dem Meeresspiegel.
Durch das Dorf führt die Kreisstraße 38 von Neustadt-Glewe nach Groß Laasch. Die Straßenbrücke über die Elde ist nur einseitig befahrbar. Nach 1990 entstand parallel zur Straßenbrücke eine Holzbrücke für Fußgänger und Radfahrer. Über eine Busverbindung ist Klein Laasch mehrfach täglich aus Neustadt-Glewe und Ludwigslust erreichbar.

## Geschichte
Die erste urkundliche Erwähnung Klein Laaschs fällt ins Jahr 1333. Um 1837 werden neun Bauern, drei Büdner, eine Schule und 143 Einwohner erwähnt. Zu der Zeit führte eine Zugbrücke über die Elde. Am 1. Juli 1950 wurde die bis dahin selbstständige Gemeinde Klein Laasch ein Ortsteil der Gemeinde Neuhof, ab dem 1. November 1968 ein Ortsteil der Gemeinde Brenz. Seit dem 1. Januar 1974 gehört das Dorf zur Stadt Neustadt-Glewe.

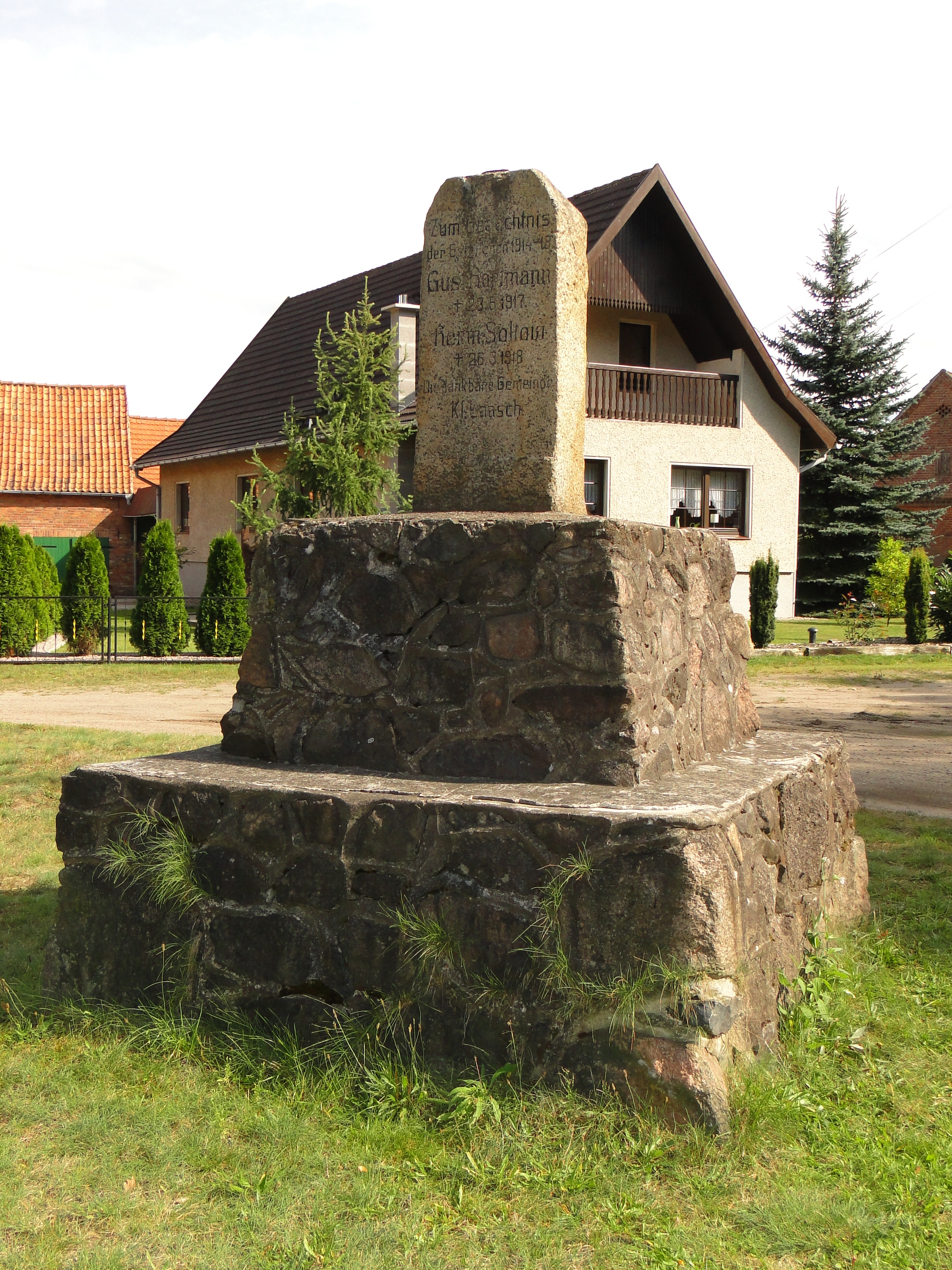
Gefallenendenkmal 1914–18

## Sehenswürdigkeiten
An einem Knick der Hauptstraße befindet sich ein Denkmal für die Gefallenen des Ersten Weltkrieges. Weiterhin stehen ein Hallenhaus und ein Wohnhaus in der Straße Eldeufer sowie der Forsthof mit Wohnhaus und Holzschuppen in der Hauptstraße unter Denkmalschutz.